# Colnago

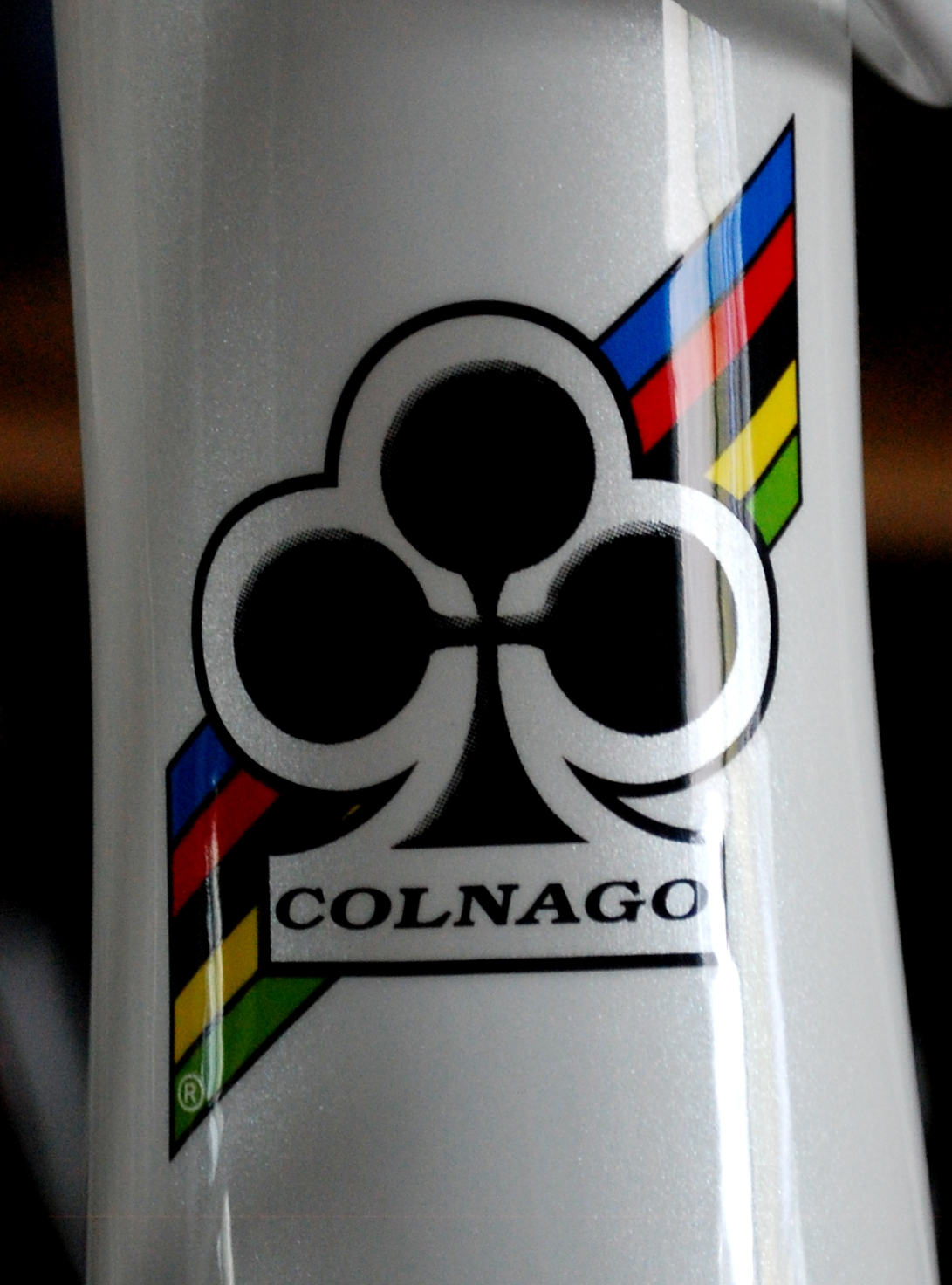
Le logo de l'entreprise

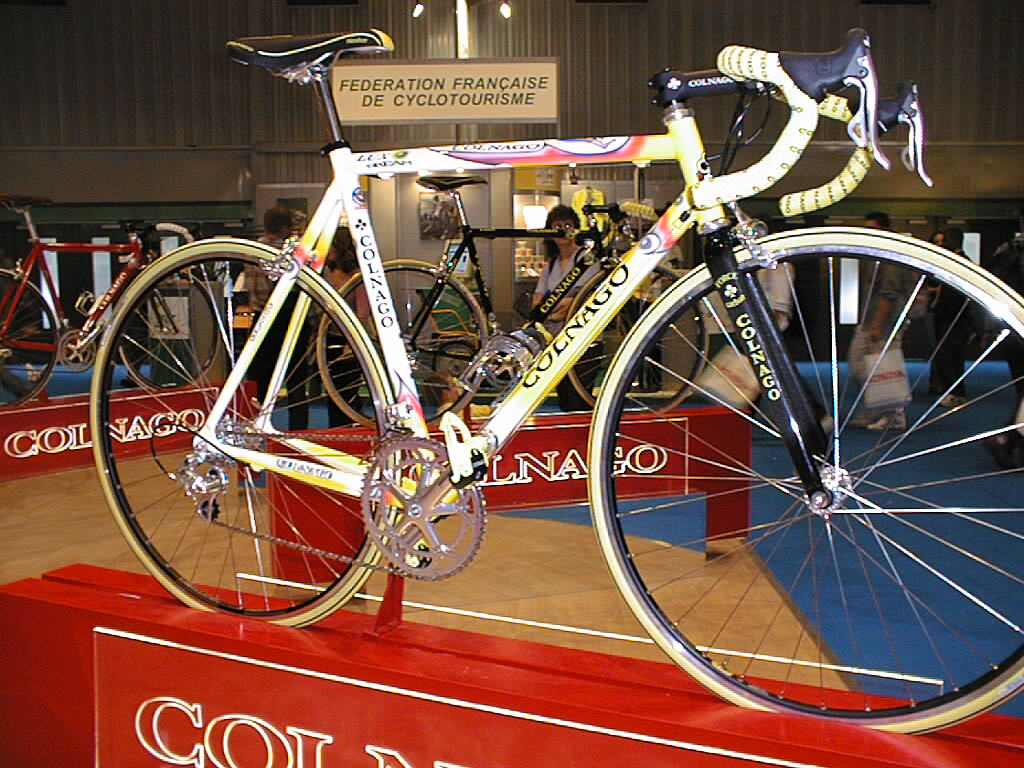
Vélos Colnago présentés au Salon du Cycle à Paris en 2001.

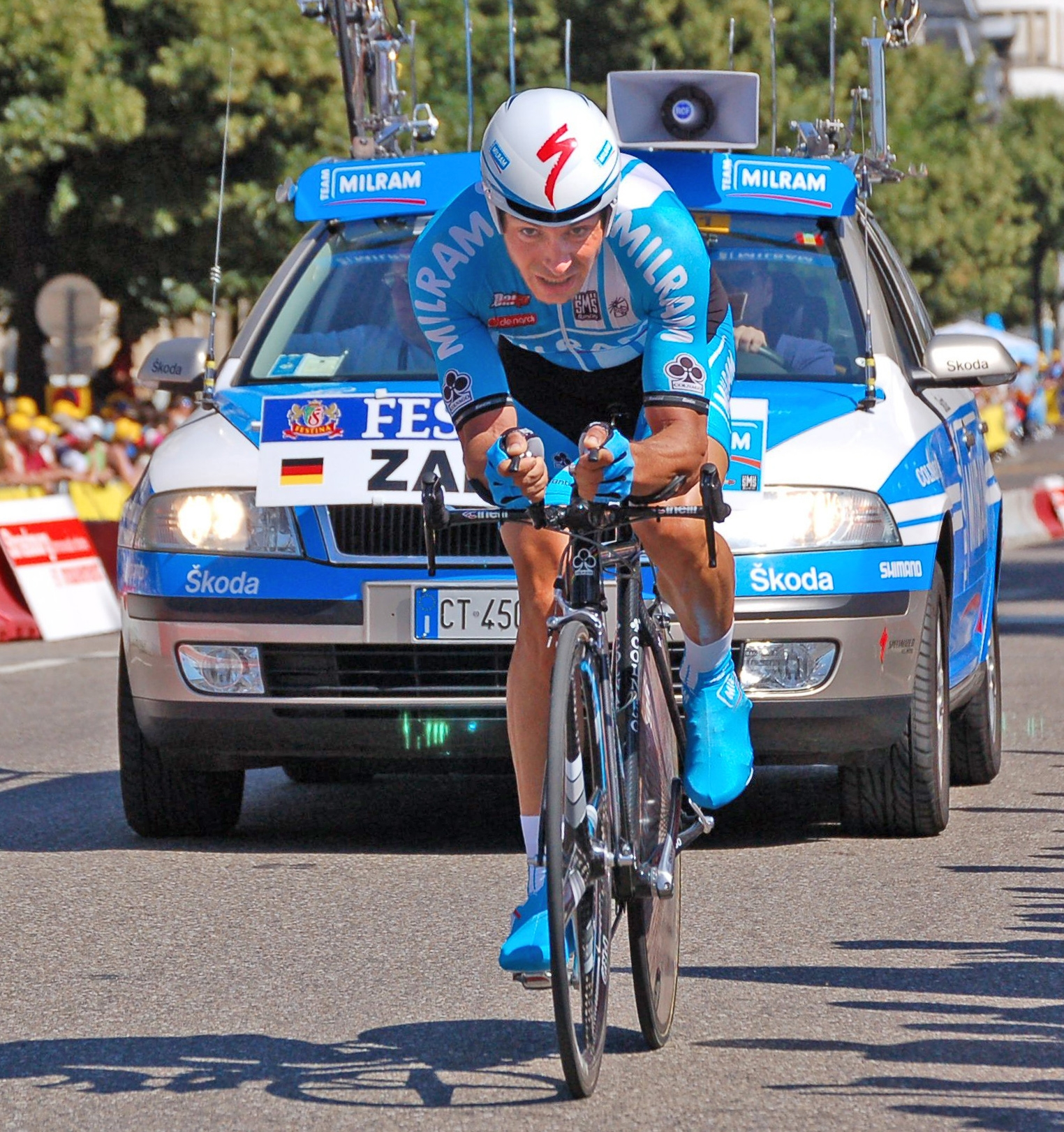
Erik Zabel sur un vélo de l'entreprise en 2006.

Colnago est une société italienne spécialisée dans la production de bicyclettes haut de gamme souvent utilisées par les coureurs professionnels.

## Présentation
La société Colnago a été fondée à Cambiago (province de Milan) en 1954 par l’ancien cycliste Ernesto Colnago. L'entreprise fut initialement connue pour la fabrication de cadres en acier haut de gamme conçus pour la course, puis pour sa créativité tant sur le plan artistique (peinture à l'aérographe des cadres) que technique (avec l'utilisation de matériaux novateurs comme la fibre de carbone).
Les cadres Colnago sont peints à la main par un artisan, chaque cadre est donc unique. Le logo de la marque représente un trèfle avec les bandes arc-en-ciel de champion du monde.
Début mai 2020, Chimera Investments LLC, un fonds d'investissement d'Abu Dhabi, annonce avoir acquis la majorité des actions de la société. Selon Ernesto Colnago, alors âgé de 88 ans, la vente de ces parts permettra à la marque de continuer à se développer et d'accroître sa présence sur tous les marchés tout en maintenant et en améliorant la qualité des produits Colnago.

## Sponsoring
- 1968 - 1973 Molteni
- 1969 - 1978 SCIC
- 1975-1976 Zonca-Santini
- 1975 - 1979 Kas Campagnolo
- 1977 Ijsboerke-Colnago
- 1977 Kanel-Colnago
- 1978 Mecap-Selle Italia
- 1978 - 1979 Miniflat-ys-vdb-Colnago
- 1978 Intercontinentale
- 1979 Sapa
- 1979 Inoxpran
- 1979 Lano-Boul d'Or
- 1980 Boule d'Or Colnago Studio Casa
- 1980 Gis Gelati
- 1980 - 1981 Sunair Sport 80 Colnago
- 1978 Splendor
- 1981 Gis Campagnolo
- 1981 - 1983 Boule d'Or Colnago Studio Casa
- 1982 - 1988 Del Tongo Colnago
- 1984 Kwantum Colnago
- 1984 Safir Colnago
- 1985 Kwantum Hallen
- 1985 Safir van den Ven Colnago
- 1985 Tonissteiner Saxon
- 1986 Kwantum Sport Shop
- 1986 Miko Tonissteiner Fevrier
- 1986 Roland van den Ven Colnago
- 1987 - 1988 Roland Colnago
- 1987 Superconfex Kwantum Colnago
- 1988 - 1989 Superconfex
- 1988 Panasonic Isostar
- 1989 Panasonic
- 1989 Malvor Sidi Colnago
- 1989 - 1990 Alfalum
- 1990 - 1992 Buckler
- 1990 La William
- 1990 Diana Colnago
- 1990 Clas
- 1991 - 1993 Clas Cajatur
- 1991 - 1993 Ariostea
- 1991 Colnago Lampre Sopran
- 1992 Lampre Colnago Animex
- 1993 - 1994 Word Perfect
- 1993 Lampre Polti
- 1993 - 1999 Tonissteiner Colnago Saxon
- 1994 - 1995 Lampre Panaria
- 1994 Mapei Class
- 1994 Novell Software
- 1995 - 1997 Mapei GB
- 1996 Panaria Vinavil
- 1996 - 2008 Rabobank
- 1996 - 1997 Casino
- 1998 Mapei Bricobi
- 1999 - 2002 Mapei Quick.Step
- 1999 Lampre Daikin
- 2001 Coast
- 2001 - 2006 Landbouwkrediet Colnago
- 2001 - 2007 Navigators
- 2005 - 2007 Panaria Navigare
- 2005 Domina Vacanze
- 2005 Action
- 2005 Skil Shimano
- 2005 - 2008 Milram
- 2007 - 2008 Tinkoff
- 2007 - 2010 Landbouwkrediet-Tonissteiner
- 2010 BBox-Bouyges Telecom
- 2010 Team Type 1
- 2010 Colnago-CSF Inox
- 2010 Pendragon-Colnago
- 2011 Team Europcar
- 2012 Colnago-CSF Bardiani
- 2014 Dubai Classic Bike
- 2015- : Gazprom-RusVelo
- 2017 UAE Team Emirates

Chez les femmes, la formation Wiggle High5 est soutenue par Colnago de 2013 à 2018.

## Gamme actuelle
Jusqu'au début de l'année 2006, l'intégralité de la production de cadres Colnago était faite dans l'usine historique de Cambiagio en Italie. En mars 2005, Colnago annonce un partenariat avec la firme taiwanaise A-Team (qui regroupe notamment Giant, Merida et SRAM) afin de produire des vélos milieu de gamme destinés aux marchés japonais et européens. Ce partenariat ne concernait initialement que les modèles en aluminium (Arte et Primavera). À partir de 2007, le modèle CLX (cadre monocoque en fibre de carbone) est fabriqué exclusivement à Taiwan. En 2008, un deuxième cadre en carbone (CX-1) est produit à Taiwan. Le haut de gamme de la marque reste produit et peint en Italie.
La gamme actuelle comprend :
- C64 : vélo de route en fibre de carbone, fabriqué et peint en Italie
- Concept : vélo de route en fibre de carbone
- V2R : vélo de route en fibre de carbone
- CLX : vélo de route en fibre de carbone
- CRS : vélo de route en fibre de carbone
- K-One : vélo de triathlon en fibre de carbone
- Prestige : vélo de cyclocross en fibre de carbone
- Master : vélo de route en acier
- Arabesque : vélo de route en acier

## Cadres

### Acier
- Super (1968 - 1988) : tubes en acier Columbus SL.
- Superissimo (1982 - 1988) : cadre super avec tenons chromés.
- Mexico (1975 -) tubes en acier Columbus cannelés.
- Arabesque (1984 -) fabriqué pour le trentième anniversaire de la marque et ré-édité depuis
- Regal (1984 -)
- Master (depuis 1984) : construit avec des tubes Columbus "Gilco" en forme d'étoile. Ce modèle a été décliné en plusieurs variantes : le Master Più (1988-) avec passages de câbles internes, le Master Olympic, le Master Light et le Master Extra-Light (2000 - 2004, non produit en 2005 et réintroduit en 2006).
- Conic SLX (1989)
- Altain (1995) avec tubes en acier Columbus Altain (vendu uniquement en Europe).
- Crystal (1997)
- Tecnos (1995 - 2000) : parmi les vélos en aciers les plus légers produits par Colnago. Conçu pour la course.
- Mega Rapid

### Aluminum
- Duall—(1988) fabriqué par la marque Alan pour Colnago
- MegaMaster: en alliage Columbus Altec
- Asso—(2000s) Altec Zonal
- VIP 2000—Altec Zonal Columbus 7005
- Dream—(2000s) tubes en aluminium Columbus Airplane aluminum tubing. Les dernières itérations de ce cadre incluaient des haubans en fibre de carbone.
- Active—(2004-2005) tubes en aluminium Columbus Altec2, haubans en fibre de carbone.
- Active Plus—(2006-) similaire au cadre Active mais fabriqué à Taïwan avec un filetage anglais pour le boîtier de pédalier (quand le Active avait un filetage italien).
- Colnago Mix—(2004-2006?) Tubes en aluminium Columbus et haubans en fibre de carbone. Il tient son nom de l'emprunt du design du tube supérieur au Master (cannelé) et inférieur au Dream.
- Rapid—Tig : tubes en aluminium Columbus "Custom" 7003

### Titane
- Master Titan—Welded en alliage 6AL/4V de titane.
- Oval
- Bi-Titan
- Titanio (à partir du milieu des années 1990)
- CT-1 tubes en titane, haubans et fourche en carbone
- CT-2 similaire au CT-1 mais avec une fourche en carbone au pivot 1.25.

### Carbone
- Volo—(1988) cadre fibre de carbone renforcé au kevlar
- C35—(1989) cadre monocoque en fibre de carbone.
- Carbitubo—(1988-1991) : tubes en fibre de carbone emmanché collé dans des jointures en aluminium.
- C40—(1993/4-) cadre intégralement en fibre de carbone, tenons en carbone. Pour consulter les différentes itérations de ce modèle : C40 Family Tree
- CF1—(2000) cadre monocoque en carbone, issu d'une collaboration entre Ferrari et Colnago.
- C50—(2004)
- C50 CX Limited edition, version conçue pour le cyclocross (avec freins cantilever à l'avant et à l'arrière).
- Prestige CX cadre monocoque en fibre de carbone pour le cyclocross.
- Extreme C—(2006) version du C50 conçue spécialement pour le contre la montre à l'Alpe d'Huez sur le tour de France 2004.
- Extreme Power—(2007) version du C50 conçue pour les sprinters
- CX1—(2007) cadre monocoque en fibre de carbone
- CLX—(2008) cadre monocoque en fibre de carbone
- EPS—(2009) cadre monocoque en fibre de carbone
- EPQ— (2011) actualisation du Extreme Power
- C59—(2011) cadre en fibre de carbone
- M10—(2011) cadre monocoque en fibre de carbone
- CX-Zero—(2012-) cadre monocoque en fibre de carbone
- V1-r—(2014) Remplace le M10, issu d'une collaboration avec Ferrari[2].
- AC-R—(2014-) cadre monocoque en fibre de carbone d'entrée de gamme
- C60—(2014) [3]
- C64—(2018)

## Polémique
En octobre 2015, la société est épinglée pour sa politique de marketing sexiste, à la suite de la diffusion sur Twitter d'une photo mettant en scène une femme dans une position très suggestive ; devant les critiques, elle présente ses excuses et retire l'image.